# Lobelia cardinalis
La cardenala encarnada (Lobelia cardinalis) es una especie de planta de flores perteneciente a la familia Campanulaceae, es nativa de América, desde el sudeste de Canadá al sudeste de EE. UU., México y Centroamérica hasta el norte de Colombia.

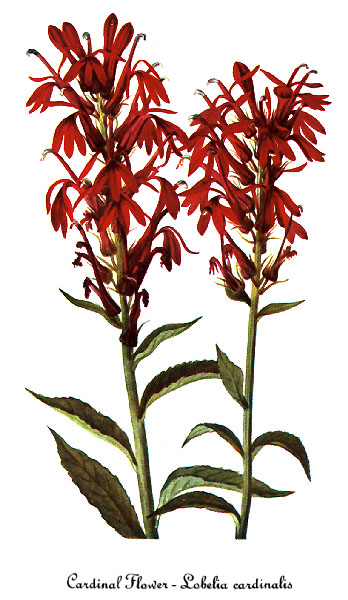
Ilustración

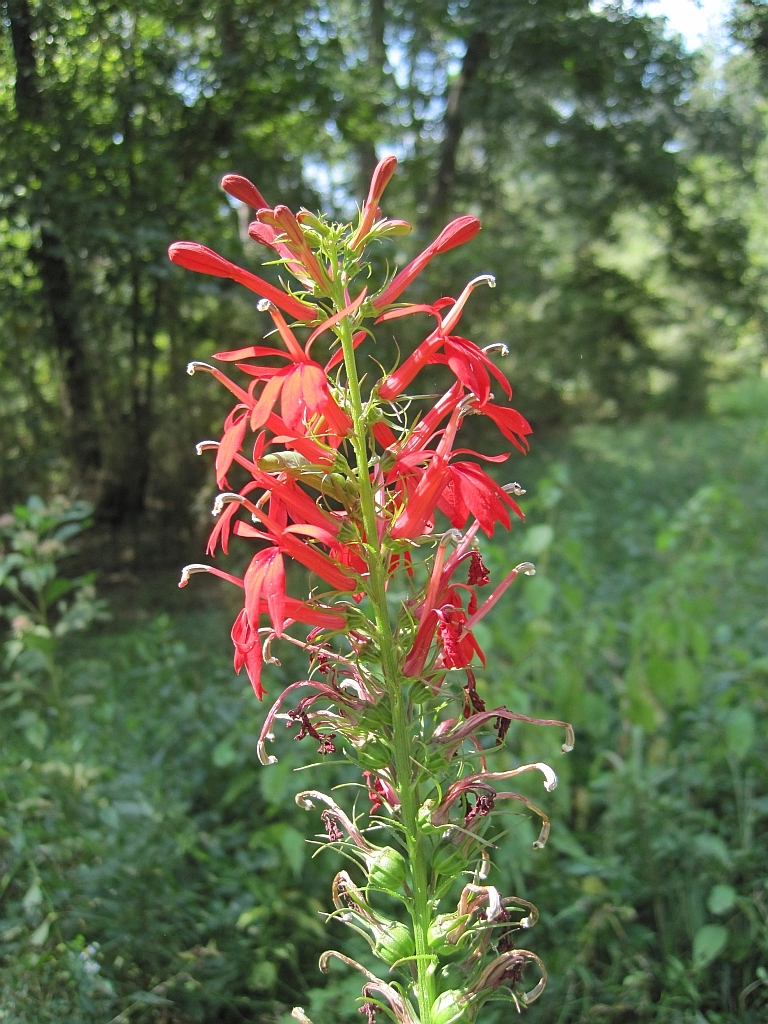
Inflorescencia

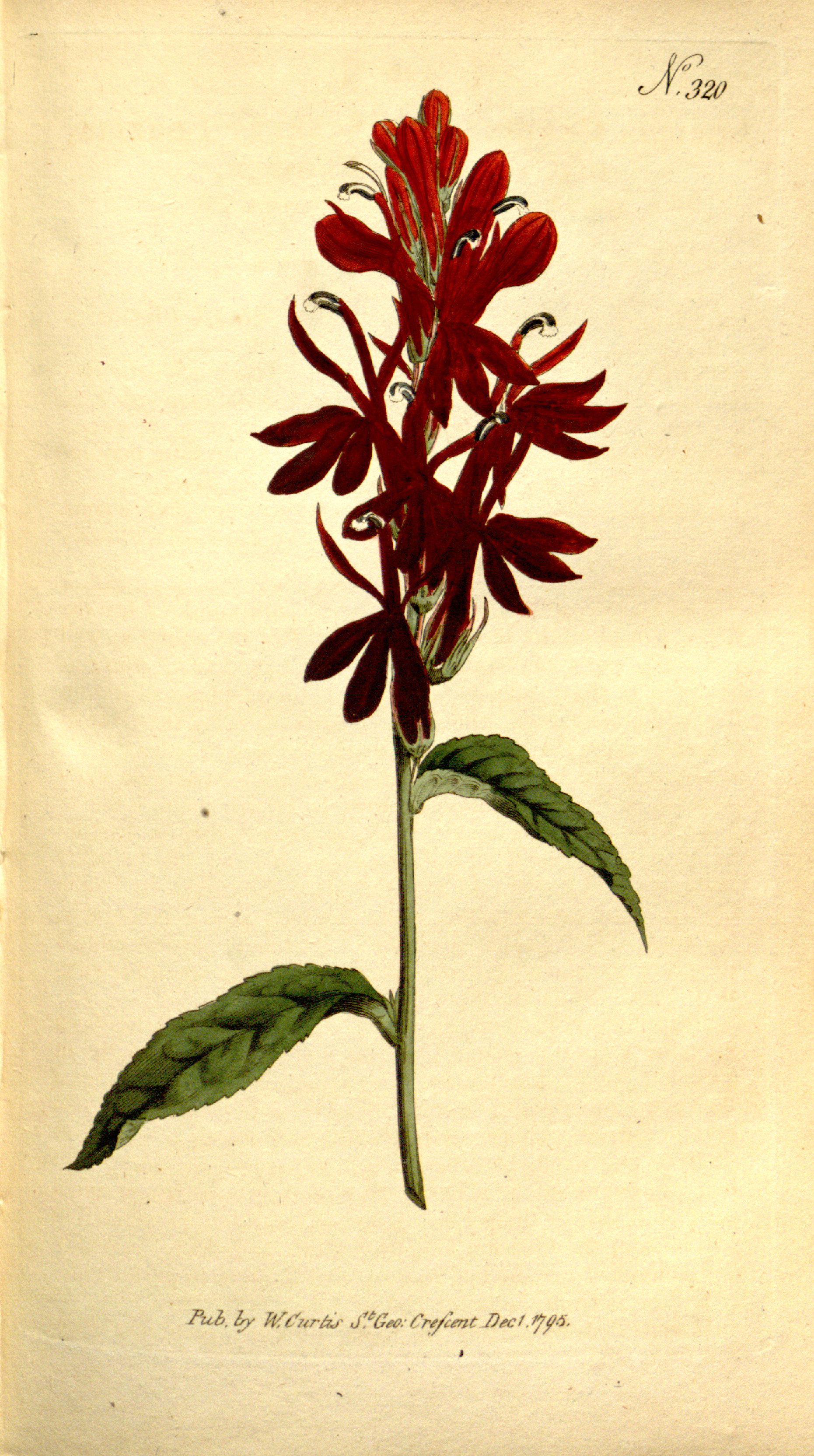
Ilustración

## Características
Es una planta herbácea perenne que alcanza los 120 cm de altura y se encuentran en lugares húmedos, corrientes de agua y charcas. Las hojas tienen 20 cm de longitud y 5 cm de ancho, son ovales o lanceoladas con los márgenes dentados. Las flores son de color rojo brillante, cinco lubuladas de más de 4 cm de diámetro, se producen en racimos erectos de 70 cm de altura durante el verano, formados  con flores blancas en (f. alba) y rosa (f. rosea) son también conocidas.
Lobelia cardinalis se relaciona con otras dos especies de Lobelia, la Lobelia inflata y Lobelia siphilitica; todas tienen la característica de pétalos en forma de "labio" y la savia líquida que excretan las plantas.
Fue introducido en Europa en 1620, con el nombre de flores del Cardenal debido a la semejanza del color de las flores con la mitra de los cardenales de la Iglesia católica.

## Propiedades
- Los indígenas norteamericanos usaban la raíz contra la sífilis.[cita requerida]
- La infusión con las hojas se utilizan contra los resfriados y los problemas bronquiales.
- Los pueblos Meskwaki los inhalan contra los catarros. Aunque se relaciona con el tabaco, aparentemente no era fumado sino masticado.[5] La planta contiene alcaloides y como miembro del género  Lobelia, es considerada potencialmente tóxica.[6]
- Contiene un alcaloide, la lobelina, que ayuda a la deshabituación del tabaco.

## Taxonomía
Lobelia cardinalis fue descrita por Carlos Linneo y publicado en Species Plantarum 2: 930. 1753.
Etimología
Lobelia: nombre genérico otorgado en honor del botánico belga Matthias de Lobel (1538-1616).
cardinalis: epíteto latino que significa "rojo".
Sinonimia
- Dortmannia cardinalis (L.) Kuntze
- Dortmannia cordigera (Cav.) Kuntze
- Dortmannia engelmanniana Kuntze
- Dortmannia fulgens (Humb. & Bonpl. ex Willd.) Kuntze
- Dortmannia graminea (Lam.) Kuntze
- Dortmannia longifolia (C.Presl) Kuntze
- Dortmannia phyllostachya (Engelm.) Kuntze
- Dortmannia splendens (Humb. & Bonpl. ex Willd.) Kuntze
- Lobelia coccinea (Moench) Stokes
- Lobelia cordigera Cav.
- Lobelia formosa Roth ex Schult.
- Lobelia fulgens Humb. & Bonpl. ex Willd.
- Lobelia graminea Lam.
- Lobelia ignea Paxton
- Lobelia kerneri L.Nagy
- Lobelia longifolia (C.Presl) A.DC.
- Lobelia marryattiae Paxton
- Lobelia mucronata Engelm.
- Lobelia phyllostachya Engelm.
- Lobelia porphyrantha Decne. ex Groenland
- Lobelia princeps Otto & A.Dietr.
- Lobelia propinqua J.W.Loudon
- Lobelia punicea Otto & A.Dietr.
- Lobelia ramosa Burb.
- Lobelia schiedeana Heynh.
- Lobelia splendens Humb. & Bonpl. ex Willd.
- Lobelia texensis Raf.
- Rapuntium cardinale (L.) Mill.
- Rapuntium coccineum' Moench
- Rapuntium cordigerum (Cav.) C.Presl
- Rapuntium fulgens (Humb. & Bonpl. ex Willd.) C.Presl
- Rapuntium gramineum (Lam.) C.Presl
- Rapuntium longifolium C.Presl
- Rapuntium splendens (Humb. & Bonpl. ex Willd.) C.Presl
- Tupa ignescens Payer[10]

## Variedades
- Lobelia cardinalis subsp. cardinalis L.
- Lobelia cardinalis subsp. cardinalis cardinalis L.
- Lobelia cardinalis subsp. cardinalis meridionalis Bowden
- Lobelia cardinalis subsp. graminea graminea (Lam.) McVaugh
- Lobelia cardinalis subsp. graminea phyllostachya (Engelm.) McVaugh
- Lobelia cardinalis subsp. graminea propinqua (Paxton) Bowden[11]